# Никола Бабунски
Никола Ристов Бабунски е югославски комунистически деец.

## Биография
През 1934 година става член на СКМЮ, а от 1935 и на ЮКП и секретар на Местния комитет на СКМЮ за Велес. На следващата година е затворен. Между 1937 и 1938 и 1939 и май 1940 година е секретар на Местния комитет на ЮКП за Велес. След това отново е арестуван до май 1941 година. През май-декември 1941 е секретар на Местния и Окръжния комитет на ЮКП за Велес, когато пак е арестуван до март 1942 година, а после от август 1942 пак арестуван до 1943 година и прекарва времето си в Златоград в България. От септември до декември 1944 година е секретар на Окръжния комитет на МКП за Велес. След това става член на Народоосвободителния фронт и ОЗНА. През 1949 година след резолюцията на Информбюрото за разрива между Тито и Сталин се застъпва за връзките със СССР. В периода 1954-1956 година е изпратен в Голи Оток.